# Pedro Rincón Gutiérrez
Pedro Rincón Gutiérrez (La Cañada de Urdaneta, estado Zulia; 24 de julio de 1923-Mérida, 7 de julio de 2004) más conocido como Perucho Rincón Gutiérrez, fue un médico, político y autoridad venezolana. Fue rector de la Universidad de Los Andes en diversos períodos y ministro de Sanidad entre 1995 y 1997.

## Biografía

### Primeros años
Pedro Ángel de Jesús Rincón Gutiérrez nació el 24 de julio de 1923 en La Cañada, estado Zulia. Fueron sus padres el agricultor Fermín Rincón y la ama de casa Vitalia Gutiérrez. Su hermano mayor, Gonzalo, era diez años mayor que él. Desde pequeño se le conoció con el sobrenombre afectivo de «Perucho». Tras la temprana muerte del padre, Vitalia decidió enviar a sus hijos a estudiar en internados.

### Estudios
Después de realizar estudios primarios en el Colegio Salesiano San José en Táriba, Táchira, bajo la tutela del hermano del Dr. Amenodoro Rangel Lamus con los salesianos, Doña Vitalia trasladó a Perucho Mérida, al Colegio San José de Mérida, allí estuvo bajo la protección de uno de los jesuitas, el Padre Resola, quien lo quiso mucho y le permitió, por sus condiciones intelectuales y económicas, que se quedara con una especie de beca, es decir, sin pagar la matrícula, el alojamiento y la comida.
Allí transcurrió su adolescencia. En la práctica, fue adoptado por los jesuitas. Allí recibió su educación secundaria y muy especialmente su formación humanística, amplia, universalista y generosa. También recibió educación religiosa. Por su parte, Perucho daba clases a los otros alumnos del colegio para pagar por su alojamiento y comida. Fue paradigma a seguir y de admirar por sus compañeros estudiantes, por ser un gran estudiante y un excelente deportista. Por su condición de interno, dormía en el sótano del colegio. El 31 de octubre de 1941 comenzó sus estudios de Medicina en la ULA y se graduó en 1947. Desde su ingreso a la Facultad de Medicina demostró un gran espíritu emprendedor que fue reconocido por sus profesores al otorgarle por su méritos el premio de Rafael Rangel.

### Carrera profesional
Comenzó a ejercer su profesión recién graduado incorporándose a la universidad trabajando como profesor universitario de varias cátedras, creando las cátedras de Farmacología y Semiología, acompañó a su maestro al Dr. José Antonio Uzcategui Burguera al arduo trabajo de crear y fundar la Maternidad de Mérida y convertirla en instituto modelo en la asistencia médica de gran calidad profesional y humana.
Reorganizó las cátedras de Fisiopatología y dictar además las cátedras de Obstetricia, Clínica Obstetra y la Clínica Ginecológica y demás Trabajos Prácticos de Obstetricia en la Facultad de Medicina. Ejerció como partero en el antiguo Hospital Los Andes (quedaba por la Av. 3), y en la Maternidad Mérida (actual CAMIULA) del cual fue fundador.

Después de la caída del dictador Marcos Pérez Jiménez durante el golpe de Estado en Venezuela de 1958, el 4 de febrero de 1958 fue designado de inmediato rector de la Universidad por un año. A partir de esa fecha lideriza una excelente gestión administrativa e inicia con el presupuesto de la época la realización de importantes inversiones inmobiliarias que son actualmente los mejores recursos patrimoniales de la Universidad Andina. Recordaba a su madre, Doña Vitalia, cuando citaba lo emocionada que estaba cuando le contó que había sido designado Rector, y su madre le dijo:
«Recuerda que tu no eres importante, importante es la gente».
Luego en 1959 el claustro universitario lo reeligió para el lapso 1959-1972, donde contribuyó con una gran visión al crecimiento de la Universidad. Unos de sus grandes logros fue ampliar hacia fue rector en los otros períodos: 1976-1980 y 1984-1988. Años después en unos de sus discursos, el Dr. Rincón Gutiérrez afirmó:

…La alegría de haber respirado sencillamente varios decenios de vida universitaria y veintidós de rectoría en una institución, que estará siempre al servicio de Venezuela; de su búsqueda irrenunciable en pos de la paz, la justicia y el amor para todo un pueblo digno y esperanzado. Que así sea.

#### Labor universitaria

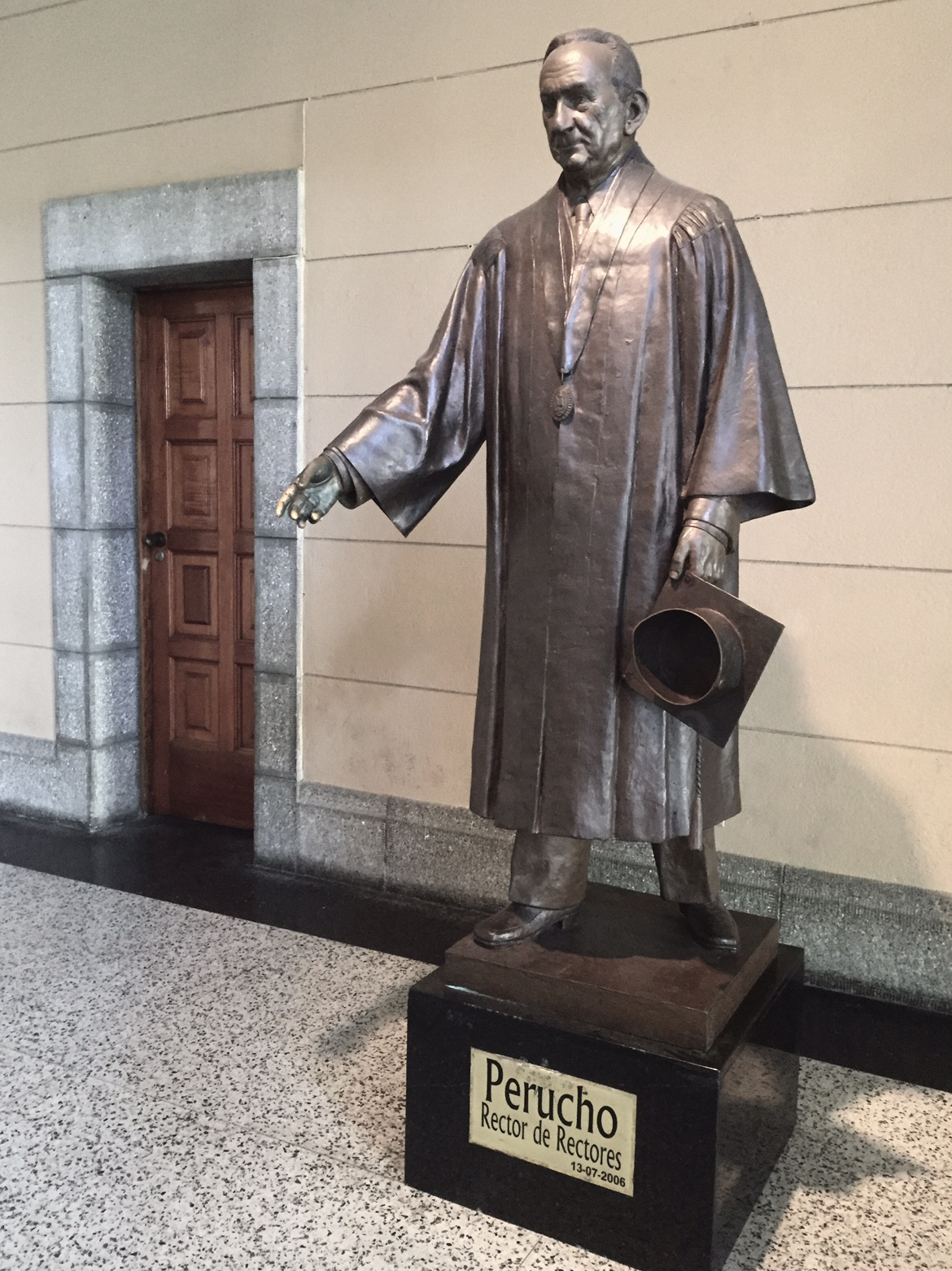
El rector Perucho por el escultor Manuel de la Fuente. Rectorado de la ULA, Mérida.

Hacer un recuento de la labor universitaria de Pedro Rincón Gutiérrez requeriría de centenares de páginas, pues de muchas maneras la modernización de la máxima Casa de Estudios en Mérida, Venezuela es obra suya. También la ciudad, universitaria y turística, lleva la impronta indeleble de sus iniciativas como Rector; baste señalar, a modo de ejemplo, su proyecto de Ciudad Universitaria, aún inconcluso, o su preocupación por dotar a la ciudad de un moderno hospital (HULA), para el cual aportó el terreno, o la participación en la fundación de urbanizaciones, residencias estudiantiles, complejos deportivos. Estas no fueron sus únicas realizaciones. Merecen destacarse, en lo que tiene que ver con la Universidad, las siguientes:
1. Creación de diferentes facultades, escuelas, núcleos, institutos y centros de investigación: Facultades de: Humanidades, Economía, Ciencias y Arquitectura. Escuelas de: Educación, Geografía, Administración, Artes Plásticas, Música, Ingeniería Eléctrica y Ciencias Políticas, además del Ciclo Básico. Núcleos Universitarios de Trujillo y Táchira. Institutos de: Geografía y Conservación de Recursos Naturales, Investigaciones Agropecuarias, Silvicultura, Fotogrametría, Medicina Nuclear. Centros: Cardiovascular, de Investigaciones Odontológicas, de Investigaciones Literarias, de Jurisprudencia y Centro Universitario de Enfermería, además del Centro de Investigaciones para el Desarrollo Integral de Aguas y Tierras (CIDIAT) Centro de Cinematografía ULA (Departamento de Cine) y el Instituto Forestal Latinoamericano de Investigación y Capacitación (IFLA-IC).
2. Creación de la Organización de Bienestar Estudiantil (OBE), Proveeduría Central, Caja de Ahorro de los Empleados, Instituto de Previsión Social de los Profesores, APULA, Cuerpo de Bomberos Universitarios, Dirección de Finanzas, Dirección de Mejoramiento Académico, Fondo de Jubilaciones, Consejo Jurídico Asesor, Consejo de Publicaciones, y Talleres Gráficos Universitarios.
3. Alto nivel académico logrado, entre otras razones por la contratación de docentes provenientes de distintos países latinoamericanos, estadounidenses y europeos.

### Ministro de Salud y embajador en Rumania
Entre 1995 y 1997 fue ministro de Sanidad y Asistencia Social durante el segundo gobierno de Rafael Caldera, y posteriormente embajador de Venezuela en Rumania.

### Fallecimiento
Perucho murió por causas naturales el 7 de julio de 2004 a los ochenta años en Mérida. El funeral fue dentro del patio del Aula Magna de la Universidad de los Andes, donde centenares de estudiantes, profesores, profesionales y merideños en general, dieron su último adiós en diversos actos solemnes. 
El escultor español-merideño, Manuel de la Fuente, creó una escultura de bronce para el segundo aniversario de su muerte y está en el vestíbulo del Rectorado, donde los graduandos tienen como costumbre tomarle su mano antes del acto, recordando para siempre al «Rector de los Rectores».

## Legado
Rincón Gutiérrez logró la proyección de la Universidad de los Andes, como nunca antes, a escala nacional e internacional. Su influencia en la región se hizo más decisiva y su aporte al proceso económico, político y cultural del país fue cualitativa y cuantitativamente más importante.

## Homenajes
- 2006: Escultura en bronce del rector Perucho por parte de Manuel de la Fuente en el Rectorado de la ULA.[5]
- 2009: La Universidad de Los Andes conmemoró los cinco años de fallecido de Pedro Rincón.[6]
- 2012: La Asamblea Nacional de Venezuela realizó un Acuerdo en Memoria que conmemora los ocho años de fallecido de Pedro Rincón Gutiérrez.[7]